# Хуаншань
Хуаншань (кит. упр. 黄山, пиньинь Huángshān, буквально: «Жёлтые горы») — горная гряда в провинции Аньхой в восточной части Китая (примерно 300 километров на юго-запад от Шанхая). Этот район известен своими гранитными скалами, покрытыми соснами, воспетыми китайскими художниками и поэтами со времён династии Цинь. Современное название (Жёлтые горы) им было дано поэтом Ли Бо в 747 году. Высота 77 вершин в этой гряде превышает 1000 м. Три самых высоких пика: Пик Лотоса (Ляньхуафэн, 1,864 м), Пик Света (Гуаньминдин, 1,840 м) и Пик Небесной Столицы (Тяньдуфэн, 1,829 м). С 1990 года район Хуаншань входит в список Всемирного наследия ЮНЕСКО и является национальным парком КНР, одним из самых популярных туристических мест Китая.
Горы сформировались в мезозойскую эру, примерно 100 миллионов лет назад. Позднее, в четвертичный период ландшафт был преобразован под воздействием ледников, оставивших скалы различной формы.
Поскольку часто уровень облаков находится ниже уровня горных вершин, в этом районе могут наблюдаться интересные световые эффекты, такие как «Облачное море» (雲海, Юньхай) и «Свет Будды» (佛光, Фогуан). В среднем Свет Будды (глория) наблюдается несколько раз в месяц.
У подножия «Пика пурпурного облака» находятся горячие источники, температура которых круглый год составляет 45 °C.
В декабре 1990 года ЮНЕСКО включило этот район в список природных объектов Всемирного наследия в качестве объекта исключительной природной красоты и за его статус места обитания редких видов растений и животных. Склоны гор Хуаншань покрыты соснами эндемичной породы Pinus hwangshanensis, которые придают всему массиву особый, узнаваемый вид. Виды сосен на склонах Хуаншаня служили вдохновением для множества китайских поэтов и художников на протяжении сотен лет.
Подъём в верхнюю часть национального парка возможен либо по канатной дороге, либо по вырубленным в скалах горным тропам (пеший подъём из деревни Танкоу занимает 3–4 часа). Классический маршрут включает в себя подъём на гору, обход вершин и наблюдение за закатом и восходом солнца (на вершинах есть большое количество гостиниц). Неподалёку от горного района Хуаншаня (50 км, 2 часа на автобусе) находится город Туньси, связанный с Шанхаем авиа- и автобусным сообщением.